# Bilham
Bilham var en civil parish från 1866 till 1920 då den blev en del av Hooton Pagnell, i grevskapet West Riding of Yorkshire (nu South Yorkshire), i England. Denna civil parish var belägen 10 km från Doncaster och hade 49 invånare år 1911. Byn nämndes i Domedagsboken (Domesday Book) år 1086, och kallades då Bilam/Bilan/Bileham/Bilham.